# Wendy Siorpaes
Wendy Siorpaes (* 13. Januar 1985 in Innichen) ist eine ehemalige italienische Skirennläuferin. Ihre größten Erfolge feierte sie in den Disziplinen Abfahrt und Super-G. Sie erreichte zwei Top-10-Platzierungen im Weltcup und den achten Platz in der Abfahrt bei den Weltmeisterschaften 2009.

## Karriere
Ihre ersten internationalen FIS-Rennen bestritt Siorpaes im Dezember 2000. Den ersten Start im Europacup hatte sie im Januar 2003, der erste Sieg gelang ihr am 13. Dezember 2008 im Super-G von St. Moritz. Im Weltcup ging Siorpaes erstmals im Januar 2004 bei den Super-Gs und Abfahrten in Cortina d’Ampezzo an den Start. In ihrem fünften Rennen, der Abfahrt von Haus im Ennstal am 30. Januar 2004, fuhr sie bereits auf Rang 15 und gewann ihre ersten Weltcuppunkte. Danach war Siorpaes jedoch meist nicht oder nur knapp in den Punkterängen und es dauerte bis zum 21. Januar 2006, bis ihr in der Abfahrt von St. Moritz mit Rang acht das erste Top-10-Ergebnis gelang. Bei den Olympischen Winterspielen 2006 in Turin ging Siorpaes in der Kombination an den Start und belegte den 27. Rang. Die nächsten Weltcuprennen verliefen wieder weniger erfolgreich und endeten oftmals nicht in den Punkterängen.
In der Saison 2007/08 fuhr Siorpaes wieder dreimal unter die schnellsten 20. Insgesamt vier Top-20-Ergebnisse erreichte sie im Winter 2008/09, wobei ihr mit dem sechsten Platz in der Abfahrt von Cortina d’Ampezzo am 24. Januar 2009 ihr bestes Weltcupresultat gelang. Damit qualifizierte sie sich innerhalb der italienischen Mannschaft auch zum einzigen Mal für die Teilnahme an Weltmeisterschaften. Im französischen Val-d’Isère erreichte sie den achten Platz in der Abfahrt sowie Rang 21 im Super-G. Die Saison 2009/10 verlief wieder weniger erfolgreich. Nach dem Winter beendete sie ihre Karriere.

## Erfolge

### Olympische Spiele
- Turin 2006: 27. Kombination

### Weltmeisterschaften
- Val-d’Isère 2009: 8. Abfahrt, 21. Super-G

### Weltcup
- 2 Platzierungen unter den besten zehn, weitere acht Mal unter den schnellsten 20

### Europacup
- 1 Sieg (Super-G in St. Moritz am 13. Dezember 2008) und weitere vier Platzierungen unter den besten zehn

### Juniorenweltmeisterschaften
- Maribor 2004: 11. Abfahrt
- Bardonecchia 2005: 9. Abfahrt, 14. Super-G

### Weitere Erfolge
- 5 Siege in FIS-Rennen (3× Super-G, 2× Abfahrt)